# Čas nežnosti
Čas nežnosti (angleško Terms of Endearment) je ameriški komično-dramski film iz leta 1983, posnet po romanu Larryja McMurtryja Terms of Endearment iz leta 1975, ki ga je režiral, napisal zanj scenarij in produciral James L. Brooks, za katerega je to režiserski debi. V glavnih vlogah nastopajo Shirley MacLaine, Debra Winger, Jack Nicholson, Danny DeVito, Jeff Daniels in John Lithgow. Film prikazuje trideset let dolg odnos med Aurori Greenway (MacLaine) in njeno hčerjo Emmo (Winger).
Film je bil premierno prikazan 23. novembra 1983 v omejenem obsegu in 9. decembra v ameriških kinematografih. Naletel je na dobre ocene kritikov in postal tudi uspešnica, saj je s 108,4 milijona USD prihodka postal drugi najdonosnejši film leta 1983 in bil na 56. podelitvi nominiran za oskarja v za to leto rekordnih enajstih kategorijah. Osvojil je štiri od najpomembnejših petih: za najboljši film, najboljšo režijo, najboljšo igralko (MacLaine) in najboljši prirejeni scenarij ter tudi za najboljšega stranskega igralca (Nicholson). Nominiran je bil tudi za šest zlatih globusov, od katerih je osvojil štiri, tudi za najboljšo filmsko dramo.

## Vloge
- Shirley MacLaine kot Aurora Greenway
- Debra Winger kot Emma Greenway-Horton
- Jack Nicholson kot Garrett Breedlove
- Danny DeVito kot Vernon Dalhart
- Jeff Daniels kot Flap Horton
- John Lithgow kot Sam Burns
- Lisa Hart Carroll kot Patsy Clark
- Huckleberry Fox kot Ted »Teddy« Horton
- Troy Bishop kot Tom »Tommy« Horton
  - Shane Sherwin kot Tom »Tommy« Horton (malček)
- Megan Morris kot Melanie Horton
  - Tara Yeakey kot Melanie Horton (dojenček)
- Kate Charleson kot Janice
- Albert Brooks kot Rudyard